# Grigorij Żuczenko
Grigorij Prokofjewicz Życzenko, Hryhorij Prokopowicz Żuczenko (ros. Григорий Прокофьевич Жученко, ukr. Григо́рій Прокопович Жученко, ur. 25 grudnia 1922 we wsi Radionowka (obecnie część Siewierska), zm. 25 maja 2016 w Odessie) – radziecki lotnik wojskowy, generał major, Bohater Związku Radzieckiego (1945).

## Życiorys
Urodził się w ukraińskiej rodzinie chłopskiej. Skończył 7 klas szkoły i aeroklub w Lisiczańsku, od 1941 służył w Armii Czerwonej, 1943 ukończył wojskowo-lotniczą szkołę pilotów w Woroszyłowgradzie (obecnie Ługańsk) i został skierowany na front. Brał udział w wyzwalaniu spod niemieckiej okupacji Donbasu, południowej Ukrainy, obwodu leningradzkiego i wybrzeża Bałtyku, 1944 został członkiem WKP(b). Dowodził eskadrą 237 szturmowego pułku lotniczego 305 Szturmowej Dywizji Lotniczej 14 Armii Powietrznej 3 Frontu Nadbałtyckiego, w 1944 w stopniu starszego porucznika wykonał 213 lotów bojowych (rozpoznawczych i szturmowych). Wziął udział w Paradzie Zwycięstwa na placu Czerwonym w Moskwie 24 czerwca 1945. Po wojnie kontynuował służbę w Siłach Wojskowo-Powietrznych ZSRR, 1960 w stopniu pułkownika zakończył służbę wojskową. Później otrzymał stopień generała majora. W 2013 otrzymał honorowe obywatelstwo Odessy; był również honorowym obywatelem Siewierska. Mieszkał w Odessie, gdzie zmarł i został pochowany.

## Odznaczenia
- Złota Gwiazda Bohatera Związku Radzieckiego (23 lutego 1945)
- Order Lenina (23 lutego 1945)
- Order Czerwonego Sztandaru (dwukrotnie)
- Order Aleksandra Newskiego
- Order Wojny Ojczyźnianej I klasy (dwukrotnie)
- Order Wojny Ojczyźnianej II klasy
- Order Czerwonej Gwiazdy (dwukrotnie)
- Order „Za zasługi” (Ukraina) II klasy (9 kwietnia 2015)
- Order „Za zasługi” III klasy (30 kwietnia 2005)
- Order Bohdana Chmielnickiego (Ukraina) I klasy (5 maja 2008)
- Order Bohdana Chmielnickiego II klasy
- Order Bohdana Chmielnickiego III klasy

I medale.